# بوني بورتون
بوني بورتون (بالإنجليزية: Bonnie Burton)‏ (12 يوليو 1972، دودج سيتي في الولايات المتحدة)؛ كاتِبة ومؤلِّفة، صحفية، يوتيوبرية وروائية أمريكية. درست في جامعة كولورادو بولدر.

## روابط خارجية
- بوني بورتون على موقع IMDb (الإنجليزية)